# Diyar Rabi'a

Mapa de Al-Yazira (Alta Mesopotamia), con sus provincias, en la época medieval.

Diyar Rabia fue una región musulmana de Mesopotamia en la parte oriental de la provincia conocida como al-Yazira (formada por Diyar Bakr, Diyar Mudar y Diyar Rabia) concretada en las tierras regadas por el Jabur y el Hirmas, las tierras entre el Hirmas y el Tigris, el Yábal Sinyar y las tierras entre Tilo Fafan y Takrit incluyendo el curso inferior del Gran Zab y Pequeño Zab.

## Historia
La villa de Tikrit marcaba el límite con la provincia de Irak. La ciudad principal y capital fue Mosul (Mawsil). Otras ciudades destacadas de la región fueron Balad, Yazírat ibn Úmar, Sinyar, Nísibis (o Nasibin), Mardin y Ras al-Ayn.
La ciudad de Mosul dominó la historia del territorio. En ella cogieron mucha fuerza los jariyíes, que se extendieron por toda la provincia de la Yazira. Los hamdánidas acabaron dominando la región; la rama de emires de Mosul dominó principalmente la ciudad y Diyar Rabia, mientras de Alepo dominaba Diyar Mudar. Finalmente Mosul fue conquistada por los buyíes al final del siglo X y el intento de restaurar su poder topó con los marwánidas kurdos de Diyar Bakr y los Banu Uqayl chiitas de Diyar Rabia; estos últimos, acaudillados por Muhámmad ibn al-Musayyab, consiguieron establecer un emirato propio en Mosul, vasallo de los buyíes (emirato que finalmente fue eliminado por los selyúcidas en 1086).
La primera incursión de los turcomanos data de 1041-1043, en la que fueron exterminados. En 1055 el selyúcida Tugrïl Beg tomó el poder en Bagdad y los Banu Uqayl, ante el peligro de que el nuevo poder pudiese representar por su tendencia chiita, se opusieron a él y fueron el elemento clave para la unión de los contrarios a los selyúcidas, coalición que encabezó El-Basasiri que reconoció al califa fatimita de Egipto (1057-1059). Cuando la suerte le resultó adversa, el uqaylí Kuraysh se sometió a los selyúcidas y conservó el territorio en feudo hasta el 1086, cuando Muslim ibn Kuraysh conspiró con Egipto, pero fue perdonado y después fue derrotado y muerto en una batalla en Siria (mayo de 1085), y sus señoríos sirios fueron incorporados al sultanato gobernado ya por Malik Shah I, que cedió la zona a su hermano Tutush I; el hijo, Ibrahim, pudo conservar Mosul y Diyar Rabia, pero los uqaylíes fueron eliminados en 1096.
A la muerte de Malik Shah (1092), el sultanato selyúcida se descompuso; los amires gobernadores de Mosul y Diyar Rabia fueron en la práctica emires independientes; finalmente el gobernador Imad ad-Din Zengi, que tomó posesión en 1127, fundó la dinastía zanguí (o de los atabegs de Mosul). La dinastía se extendió hacia Alepo; entonces los ayubíes, inicialmente a su servicio, se erigieron en soberanos y la dinastía zanguí desapareció de hecho a comienzos del siglo XIII, pasando el poder en Mosul a un antiguo esclavo y ministro de nombre Badr al-Din Lulu, que en 1244 se sometió justo a tiempo a los mongoles y conservó su señorío; sus hijos, aliados a los mamelucos egipcios, fueron derrotados por los mongoles y Mosul anexionada (1261). La ciudad fue la base del poder mongol en la Yazira, mientras dos dinastías de turcomanos dominaban (como vasallos mongoles) en Diyar Bakr y los mamelucos dominaban el Diyar Mudar. 
Mosul pasó a los yalayáridas, kara koyunlu y ak koyunlu, hasta que cayó en torno al 1506 en poder del Imperio safávida persa. No pasó a los otomanos hasta 1637 aunque en varios momentos fue conquistada temporalmente. Diyar Rabia (el valiato de Mosul) permaneció otomana hasta 1918 y después quedó repartida entre Irak y Siria. Durante el gobierno otomano el nombre se dejó de utilizar.